# Five Stories Falling
| Оценки критиков | Оценки критиков |
| Источник        | Оценка          |
| --------------- | --------------- |
| AllMusic        | [ 1 ]           |
| Exclaim!        | Unfavorable     |
| IGN             | 9/10            |
| Rolling Stone   | [ 4 ]           |

Five Stories Falling — EP американской пост-хардкор группы Thursday, выпущенный 22 октября 2002 года. Первые четыре трека это записи песен с альбома Full Collapse, которые были записаны во время тура Warped. Пятый трек, новая песня под названием «Jet Black New Year», быстро стала популярной среди фанатов; в песне был Джерард Уэй из My Chemical Romance, который исполнил кричащий бэк-вокал. В EP также были представлены истории каждого из участников группы, включая нового клавишника Эндрю Эвердинга.

## Трек-лист
Все тексты песен написаны Джеффом Рикли; вся музыка написана Thursday.
| №                   | Название                                | Длительность |
| ------------------- | --------------------------------------- | ------------ |
| 1.                  | «Autobiography of a Nation (live)»      | 4:25         |
| 2.                  | «Understanding In A Car Crash (live)»   | 5:26         |
| 3.                  | «Standing on the Edge of Summer (live)» | 4:18         |
| 4.                  | «Paris in Flames (live)»                | 4:50         |
| 5.                  | «Jet Black New Year»                    | 4:49         |
| Общая длительность: | Общая длительность:                     | 23:46        |

## Участники записи
Thursday
- Джефф Рикли — вокал
- Том Кили — ритм-гитара, бэк-вокал
- Стив Педалла — соло-гитара, бэк-вокал
- Тим Пэйн — бас-гитара
- Такер Рул — барабаны

Записывающий состав
- Джерард Уэй — бэк-вокал на «Jet Black New Year»
- Сал Вильянуэва — продюсирование
- Rumblefish — сведение